# 汰渍

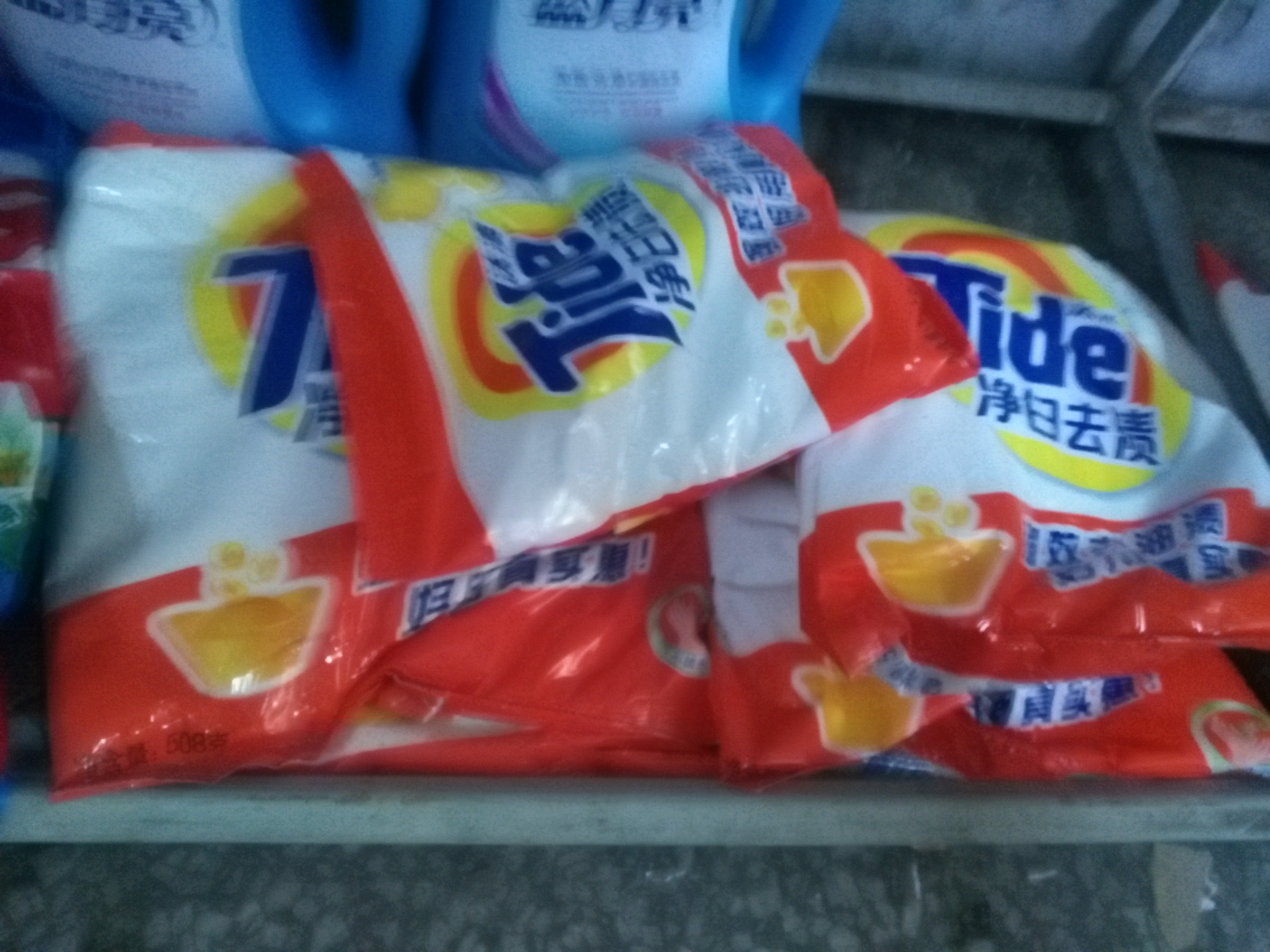
中国大陆售卖的汰漬

汰漬（英語：Tide）是寶潔公司个人护理用品的一个品牌，於1949年创於美國。商品包含香皂、洗潔精、洗衣液、洗衣粉與清潔劑。
由寶潔開發，于中国大陆、台湾、美國、英國進行銷售。香港則僅銷售寶潔同類產品快潔（Fab，品牌已於2023年易手）。有趣的是，由於該產品價格昂貴，在美國有許多無業慣竊在超市下手偷取該款洗衣精的事件，而被警方稱為“洗潔金”。2024年由中國女子乒乓球運動員孫穎莎代言。

## 历史
- 1946年，在美国开始销售
- 1995年，在中国大陆開始銷售。
- 1997年8月 汰渍第二代在中国大陆開始销售。
- 1998年10月 汰渍第三代开始销售。
- 1999年9月 汰渍第三代在中国大陆開始销售。

## 普通話（國語）地區宣傳廣告語
有汰渍，没污渍。
“不费劲，更干净”

## 产品系列
- 汰漬洗潔精
- 汰漬洗衣液
- 汰漬洗衣粉
- 汰漬洗衣球
- 汰漬洗衣皂
- 汰漬去漬筆